# Porva
Porva ist eine ungarische Gemeinde im Kreis Zirc im Komitat Veszprém. Zur Gemeinde gehören die Siedlungen Ménesjáráspuszta, Páliháláspuszta und Szépalmapuszta.

## Geografische Lage
Porva liegt im Bakony, 25 Kilometer nordwestlich des Komitatssitzes Veszprém und 7 Kilometer nordwestlich der Kreisstadt Zirc. Die höchste Erhebung auf dem Gemeindegebiet ist der 441 Meter hohe Berg Csárda-tető. Die Umgebung des Ortes ist sehr waldreich.  Nachbargemeinden sind Bakonyszentlászló, Csesznek, Borzavár und Fenyőfő.

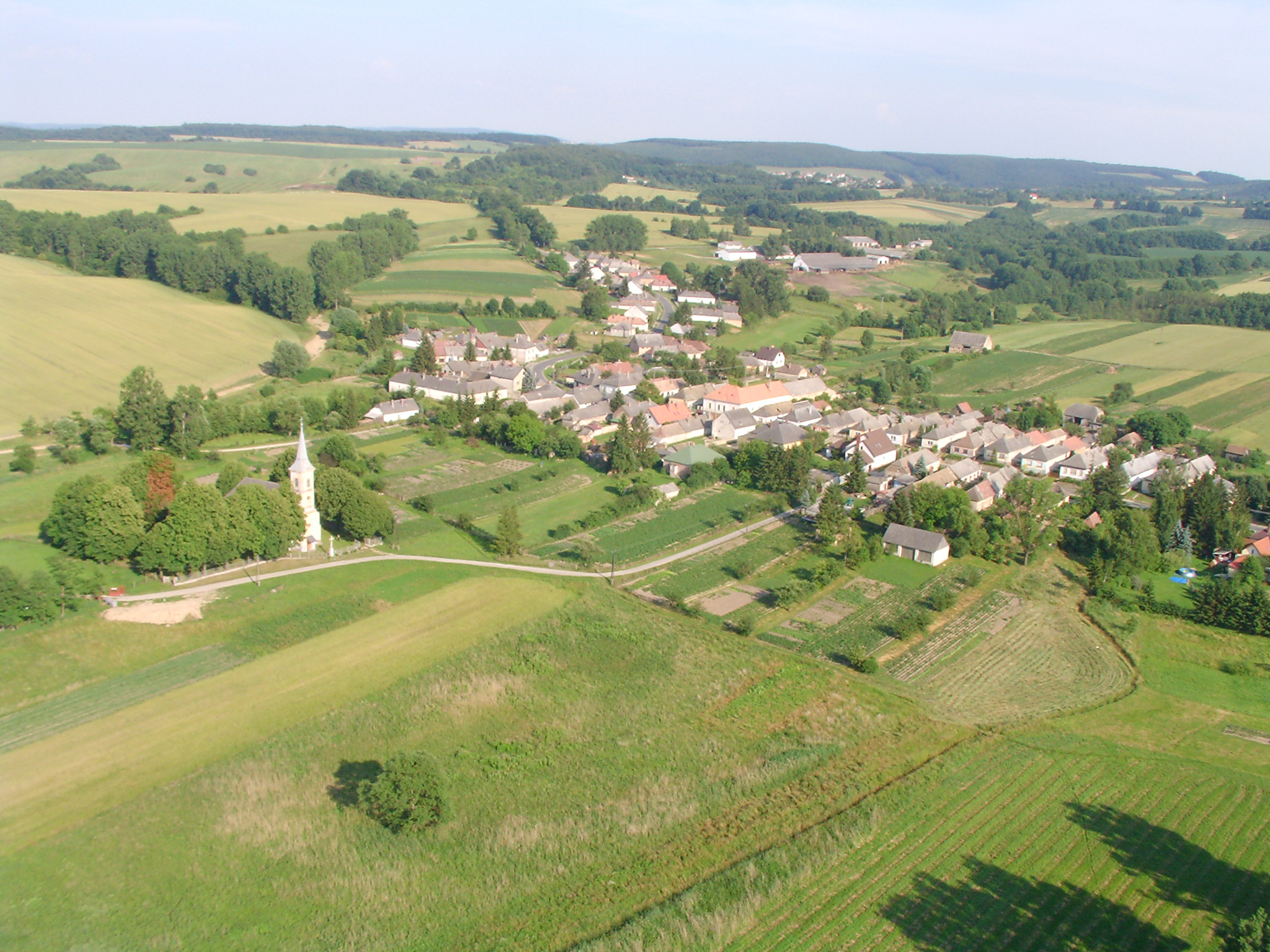
Blick auf Porva
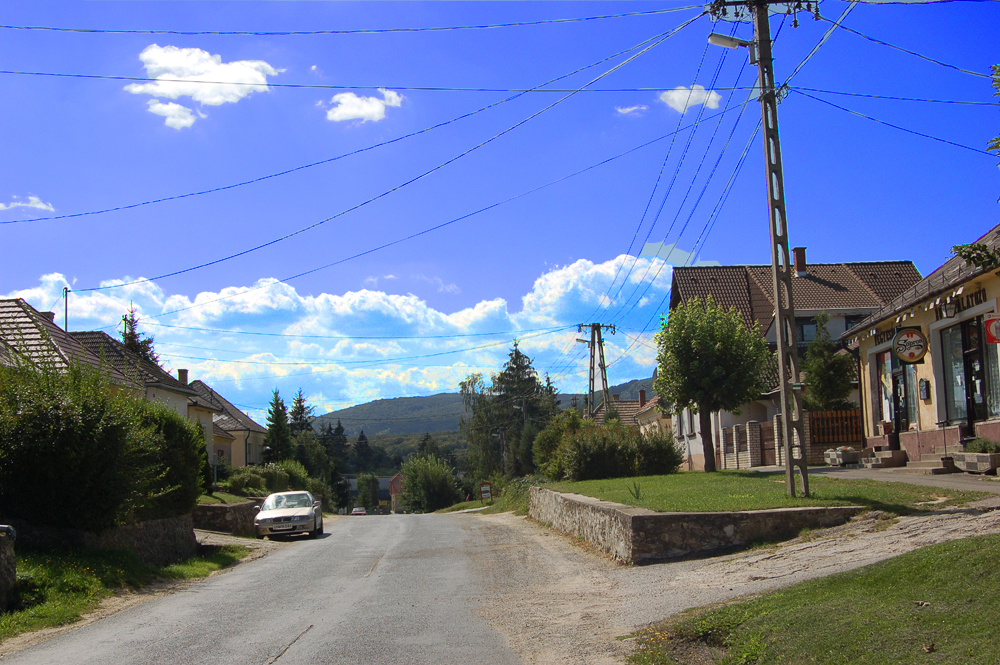
Straße in Porva

## Geschichte
Im Jahr 1913 gab es in der damaligen Kleingemeinde 135 Häuser und 837 Einwohner auf einer Fläche von 4879 Katastraljochen. Sie gehörte zu dieser Zeit zum Bezirk Zircz im Komitat Veszprém.

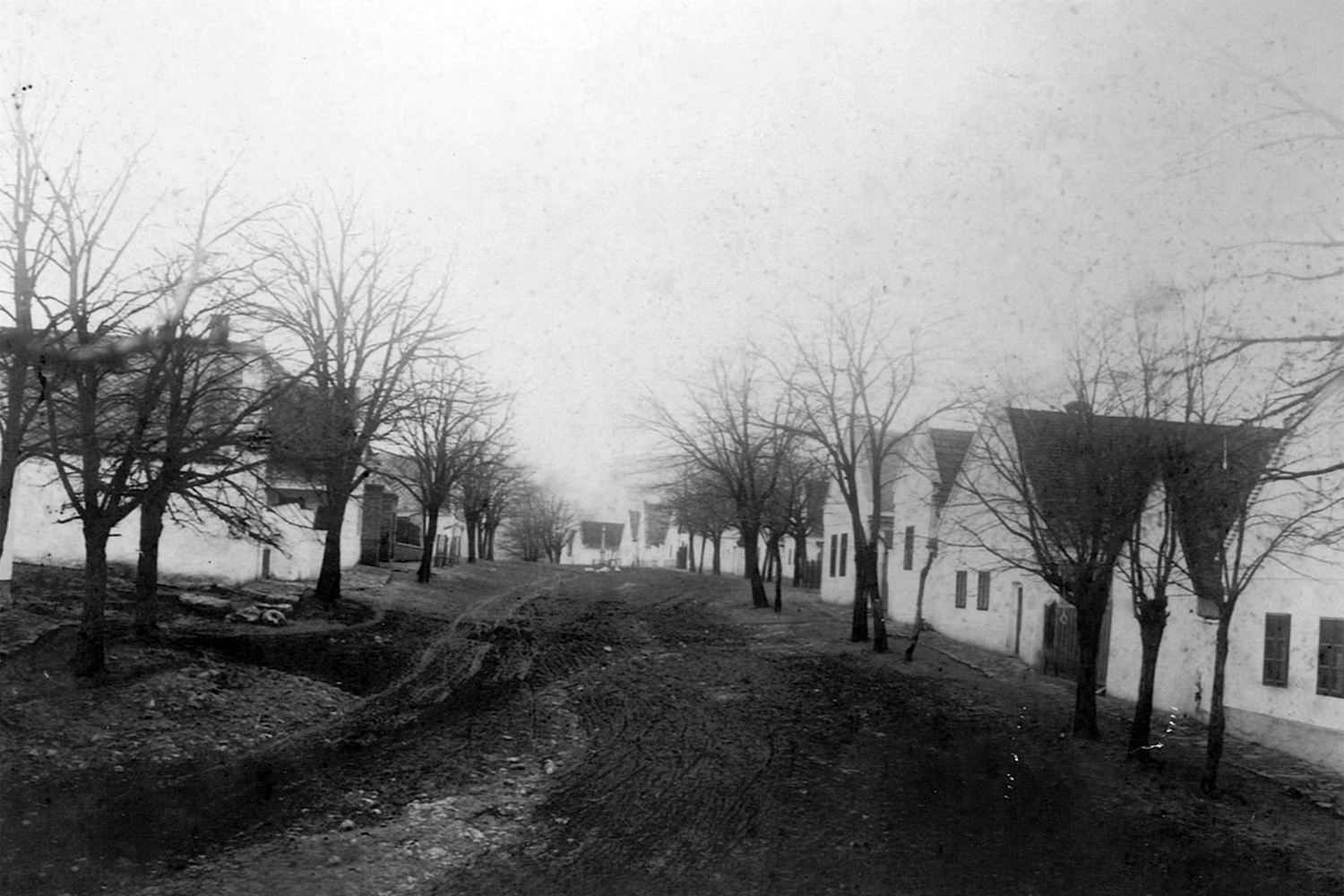
Hauptstraße von Porva, um 1910
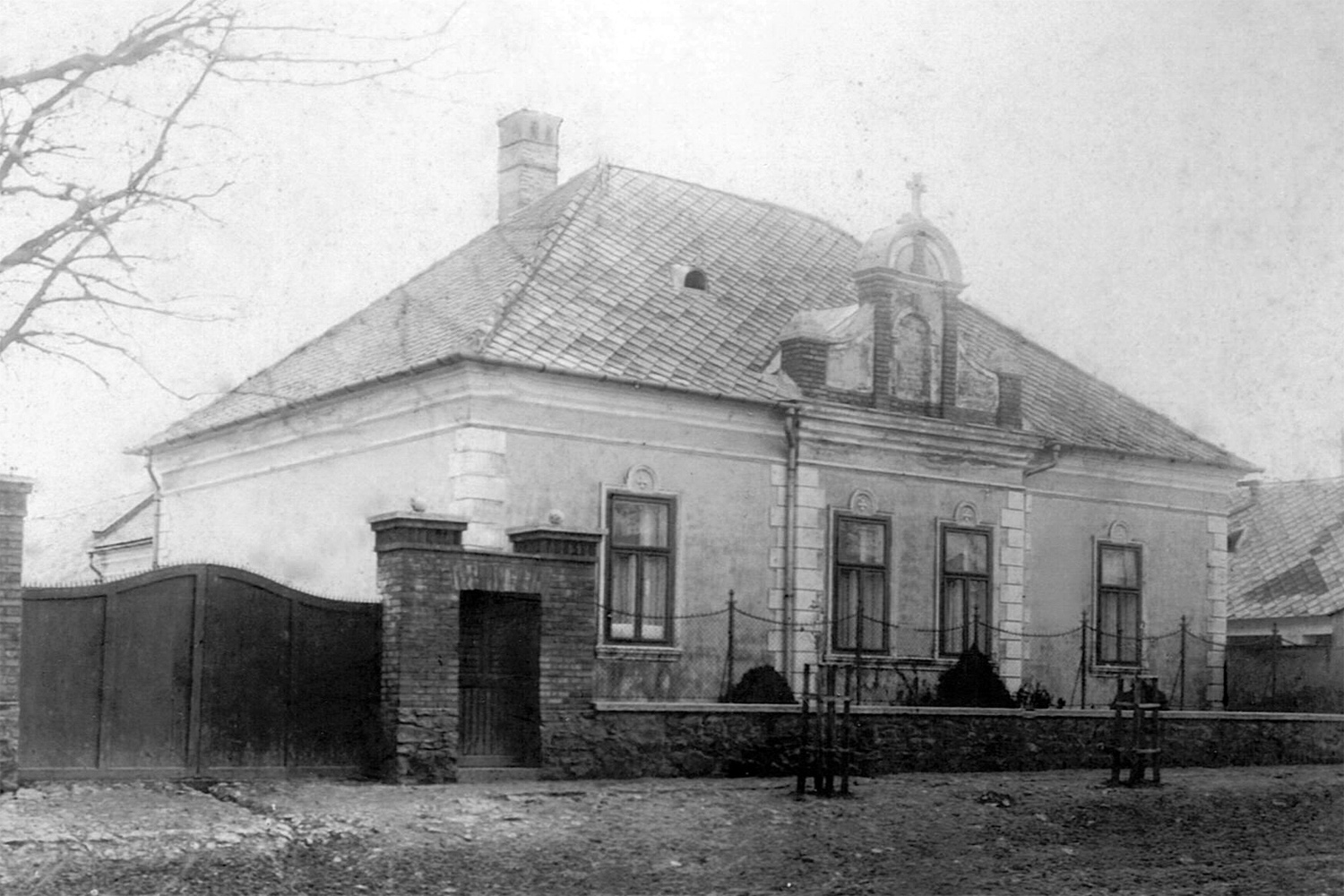
Pfarrhaus, um 1910
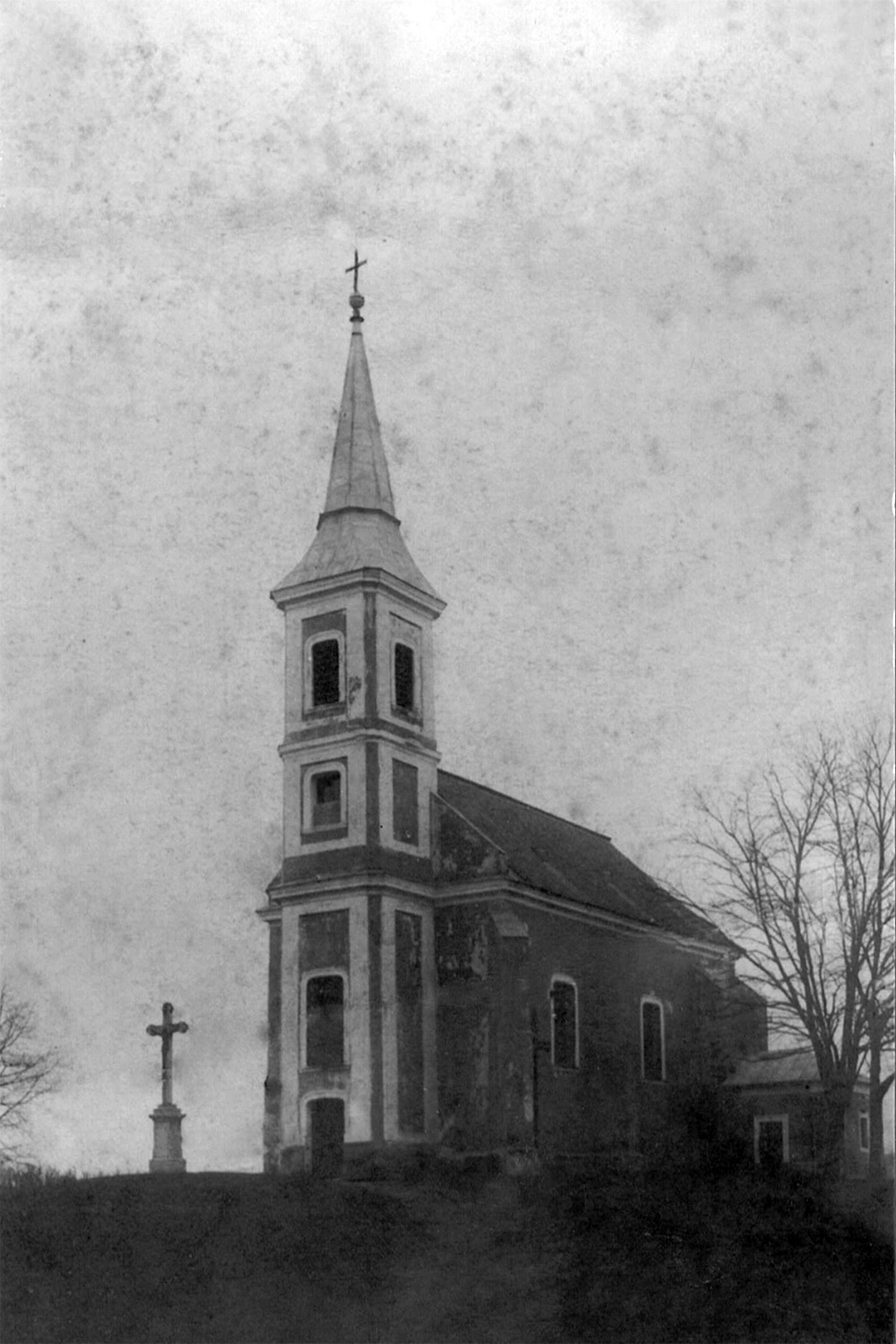
Römisch-katholische Kirche Szentlélek, um 1910

## Sehenswürdigkeiten
- Römisch-katholische Kirche Szentlélek, ursprünglich im 15. Jahrhundert im gotischen Stil erbaut und von 1782 bis 1784 im barocken Stil umgebaut
- See (Pálos-tó)
- Weltkriegsdenkmal

## Verkehr
Porva ist nur über die Nebenstraße Nr. 83106 zu erreichen. Es bestehen Busverbindungen über Borzavár nach Zirc, wo sich der nächstgelegene Bahnhof befindet.